# Senegalia riparia
Espèce
Statut de conservation UICN

 LC  : Préoccupation mineure
Synonymes
- Acacia riparia var. subscandens (Griseb.) Griseb.[2]
- Acacia riparia Kunth[3]
- Acacia riparioides (Britton & Rose) Standl.[3]
- Senegalia potosina Britton & Rose[2]
- Senegalia riparioides Britton & Rose[3]
- Senegalia tubulifera (Benth.) Seigler & Ebinger[2]

Senegalia riparia est une espèce de plantes à fleurs de la famille des Fabacées. C'est un arbre.

## Description
C'est un arbre.

## Liste des variétés
Selon Tropicos (23 février 2018) :
- variété Senegalia riparia var. riparia

Selon The Plant List (28 décembre 2013) :
- variété Acacia riparia var. pseudo-adhaerens (Hassl.) Hassl.

Selon Tropicos (28 décembre 2013) (Attention liste brute contenant possiblement des synonymes) :
- variété Acacia riparia var. angustifolia Kuntze
- variété Acacia riparia var. argentinensis Speg.
- variété Acacia riparia var. latifolia Kuntze
- variété Acacia riparia var. media Kuntze
- variété Acacia riparia var. multijuga Ducke
- variété Acacia riparia var. pseudo-adhaerens (Hassl.) Hassl.
- variété Acacia riparia var. riparia
- variété Acacia riparia var. subscandens (Griseb.) Griseb.
- variété Acacia riparia var. tucumanensis (Griseb.) Griseb.
- forme Acacia riparia fo. intermedia Hassl.